# 중추원 관제 개편
중추원 관제 개편은 1898년 독립협회에서 대한제국 중추원을 상원의원형태로 개편하자는 주장이다.
독립협회는 내각의 자문기관인 대한제국 중추원의 권한을 강화하여 황제와 의정부의 권력 남용을 견제 할 수 있게하도록 내세웠다. 즉, 중추원 의원을 관선과 민선 각각 25인으로 하되, 민선의원을 처음에는 독립협회에서 선출하도록 하여 중추원을 상원의원 형태로 개편하자는 것이 중추원 관제 개편이다.
중추원 관제 개편안 내용은 다음과 같다.
제 1조. 중추원은 아래에 열거한 사항을 심사하고 의정하는 곳으로 할 것이다.
1. 법률, 칙령의 제정과 폐지 혹은 개정하는 것에 관한 사항
2. 의정부에서 토의를 거쳐 임금에게 상주하는 일체 사항
3. 칙령에 따라 의정부에 문의하는 사항
4. 의정부에서 임시 건의하는 것에 대하여 문의하는 사항
5. 중추원에서 임시 건의하는 사항
6. 백성들이 의견을 올리는 사항
제 2조.중추원의 직원은 의장 1인, 부의장 1인, 의관 50인, 참서관 2인, 주사 4인으로 정한다. 의장은 대황제 폐하가 글로 칙수하고, 부의장은 중추원에서 공천에 따라 폐하가 칙수하며, 의관은 그 절반은 정부에서 나라에 공로가 있었던 사람을 회의에서 상주하여 추천하고 그 절반은 인민 협회 중에서 27세 이상 되는 사람이 정치, 법률, 학식에 통달한 자를 투표해서 선거할 것이다. 의장은 칙임관(勅任官) 1등이고, 부의장은 칙임관 2등이며, 의관은 주임관인데 등급을 주는 것은 없고 임기는 각각 12개월로 정할 것이다. 단 의관은 임기가 차기 한 달 전에 후임 의관을 미리 뽑을 것이다. 참서관은 주임관이고 주사는 판임관이니 등급을 주는 것은 일반 관리와 같이 할 것이다.
그러나, 독립협회는 중추원 관제 개혁안 제시했을 때 하원의원설립에 대해서는 '아직 시기상조'라는 논리로 반대를 하였다. 이는 제한적인 국민참정권을 주장했다는점에서 한계를 지니고있으나, 최초로 국민 참정권을 공인한점에서 의미를 가진다.
독립협회에서 중추원 관제 개혁안을 선포하였지만, 이는 곧 수구파들이 모함하여 익명서 사건을 조작, 이로 인하여 독립협회 주요인사들은 구속되어 실패로 끝나게 된다.

## 같이 보기
- 독립협회
- 익명서 사건